# Grosne
Grosne es una comuna francesa situada en el departamento del Territorio de Belfort, de la región de Borgoña-Franco Condado.
Los habitantes se llaman Grosnois.

## Geografía
Está ubicada a 10 km al sureste de Belfort.

## Demografía
| 107 | 91 | 81 | 187 | 239 | 242 | 292 | 329 |
| Para los censos de 1962 a 1999 la población legal corresponde a la población sin duplicidades (Fuente: INSEE [Consultar]) |    |    |     |     |     |     |     |